# 조언래
조언래(1986년 10월 1일 ~ )는 대한민국의 에쓰오일 탁구단 소속 선수이다.  2010년 러시아 모스크바 세계탁구선수권대회 단체전 동메달을 획득했다.
2013년 국가대표 탁구선수 이은희 (탁구 선수)와 결혼하였다.

## 참조
- 국제탁구연맹기록